# 凱迪拉克Fleetwood Brougham

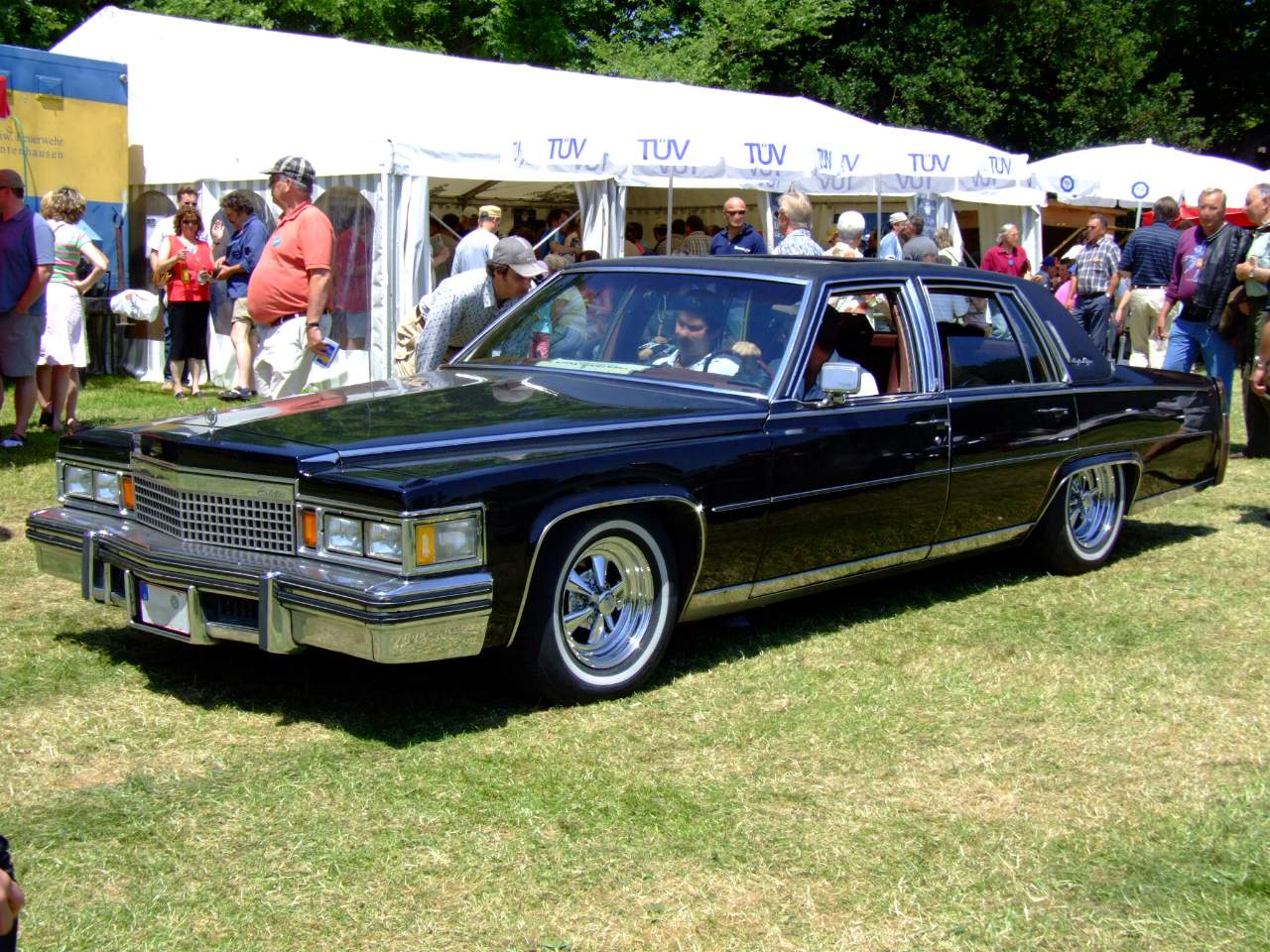
1977 Fleetwood Brougham

Fleetwood Brougham 為凱迪拉克於1977年推出的大型豪華車款，取代了60特別，於1986年停產，共計兩代．1989年為避免與Fleetwood搞混改名成Brougham，並於1993年停售。

## 概述
Brougham 一詞則來自於英國政治家亨利布魯厄姆（Henry Brougham），為一個車身風格．1925年，費舍爾車身公司（Fisher Body）收購當時負責生產豪華車輛頗有名氣的 Fleetwood 金屬車身公司（Fleetwood Metal Body），專門為凱迪拉克製作客制車款，在當時，只要是Brougham的車身風格都交由Fleetwood公司打造，這兩個名稱也都各自在往後其他的凱迪拉克品牌中代表車款、車型名稱、選配版本等。

1957年，凱迪拉克70系列 Eldorado Brougham 加入了60特別及75系列，Fleetwood Brougham 兩個名詞首度合併．1965年，Brougham為60特別的選配套件，隔年成為 Fleetwood Sixty Special 中的豪華版本，稱Fleetwood Sixty Special Brougham ，1977年，Fleetwood Brougham從60特別中拉出成為獨立車款。在1986年成為凱迪拉克尺寸最大的旗艦車款。

## 第一代（1977-1979）（页面存档备份，存于）
1977年，Fleetwood Brougham從60特別系列中獨立出來，為一款大型豪華後驅轎車，通用汽車也縮小了旗下大型車輛的尺寸，軸距為3086mm，車身長度為5,618mm、寬1915mm。

1974年 Fleetwood 60特別 Brougham 和 1977年 Fleetwood Brougham 車身尺寸比較
|              | 1974 Fleetwood 60 Special Brougham | 1977 Fleetwood Brougham |
| ------------ | ---------------------------------- | ----------------------- |
| 軸距         | 133.0英寸（3,378 mm）              | 121.5英寸（3,086 mm）   |
| 長           | 233.7英寸（5,936 mm）              | 221.2英寸（5,618 mm）   |
| 寬           | 79.8英寸（2,027 mm）               | 75.3英寸（1,913 mm）    |
| 高           | 55.3英寸（1,405 mm）               | 57.2英寸（1,453 mm）    |
| 前排頭部空間 | 39.3英寸（998 mm）                 | 39.0英寸（991 mm）      |
| 前排膝部空間 | 41.9英寸（1,064 mm）               | 42.0英寸（1,067 mm）    |
| 前排座椅空間 | 57.8英寸（1,468 mm）               | 55.0英寸（1,397 mm）    |
| 後排頭部空間 | 38.3英寸（973 mm）                 | 38.1英寸（968 mm）      |
| 前排膝部空間 | 44.6英寸（1,133 mm）               | 41.2英寸（1,046 mm）    |
| 後排座椅空間 | 58.0英寸（1,473 mm）               | 55.7英寸（1,415 mm）    |
| 行李箱空間   | 15.9 cu ft（450 L）                | 19.5 cu ft（552 L）     |

### 配備
標配包括：恆溫空調、四輪碟式煞車、自動水平控制、電動窗和中控門鎖、50/50 Dual Comfort 前排座椅、AM/FM 信號搜索收音機、燈號顯示器、無加水電池等。內裝則有11種皮革顏色、7種絲絨、4種布料可供選擇。

### 動力
1977 年搭載全新 7.0 升 425 CID 16 氣門 OHV V8 引擎，配合Turbo Hydra-Matic THM-400三速自排變速箱，可在 4,000轉時產生180匹馬力，2,400 轉時產生434牛頓米的扭矩。百公里加速11.9秒，最高時速為 180公里/時。另外可選配195匹馬力的電子燃油噴射系統，將馬力提高到195匹，1979年也提供了5.7升柴油V8引擎。另外，前懸吊採用上下控制臂、獨立螺旋彈簧、連桿式穩定桿和液壓直動式減震器。後懸架配備自動水平控制系統，使用四連桿驅動、螺旋彈簧和特殊阻尼器。
| 年份      | 引擎                              | 動力             | 扭矩                 |
| --------- | --------------------------------- | ---------------- | -------------------- |
| 1979      | 350 cu in（5.7 L） LF9 V8（柴油） | 105 hp（78 kW）  | 205 lb·ft（278 N·m） |
| 1977-1979 | 425 cu in（7.0 L） L33 V8         | 180 hp（130 kW） | 320 lb·ft（430 N·m） |
| 1977-1979 | 425 cu in（7.0 L） L35 V8         | 195 hp（145 kW） | 320 lb·ft（430 N·m） |

### 銷售
1977年 Fleetwood Brougham 售價為 11,546 美元起，當年一共售出335,785台，打破1976年的304,485台， 1978 年更是創下了 350,813台的銷售紀錄。

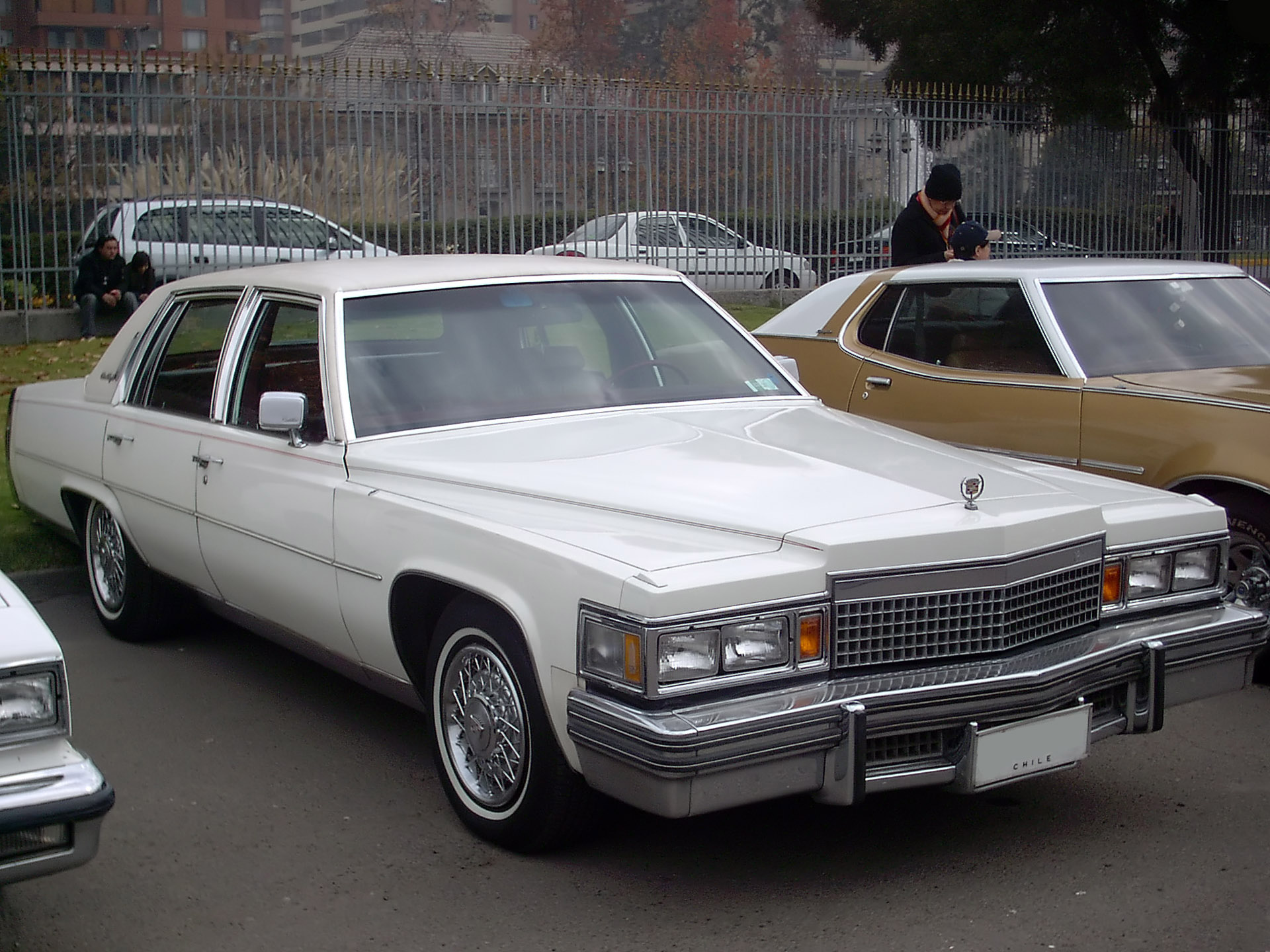
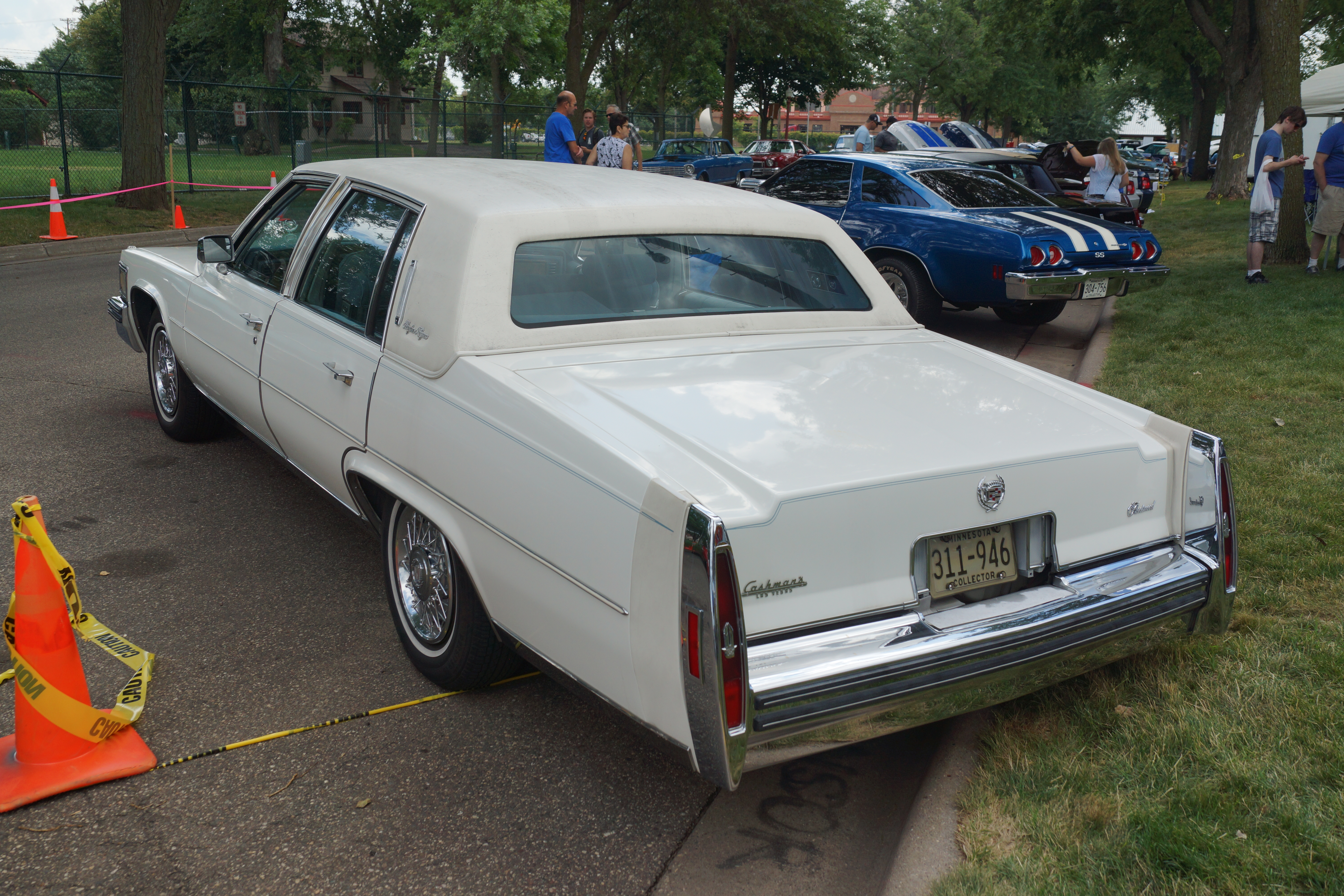
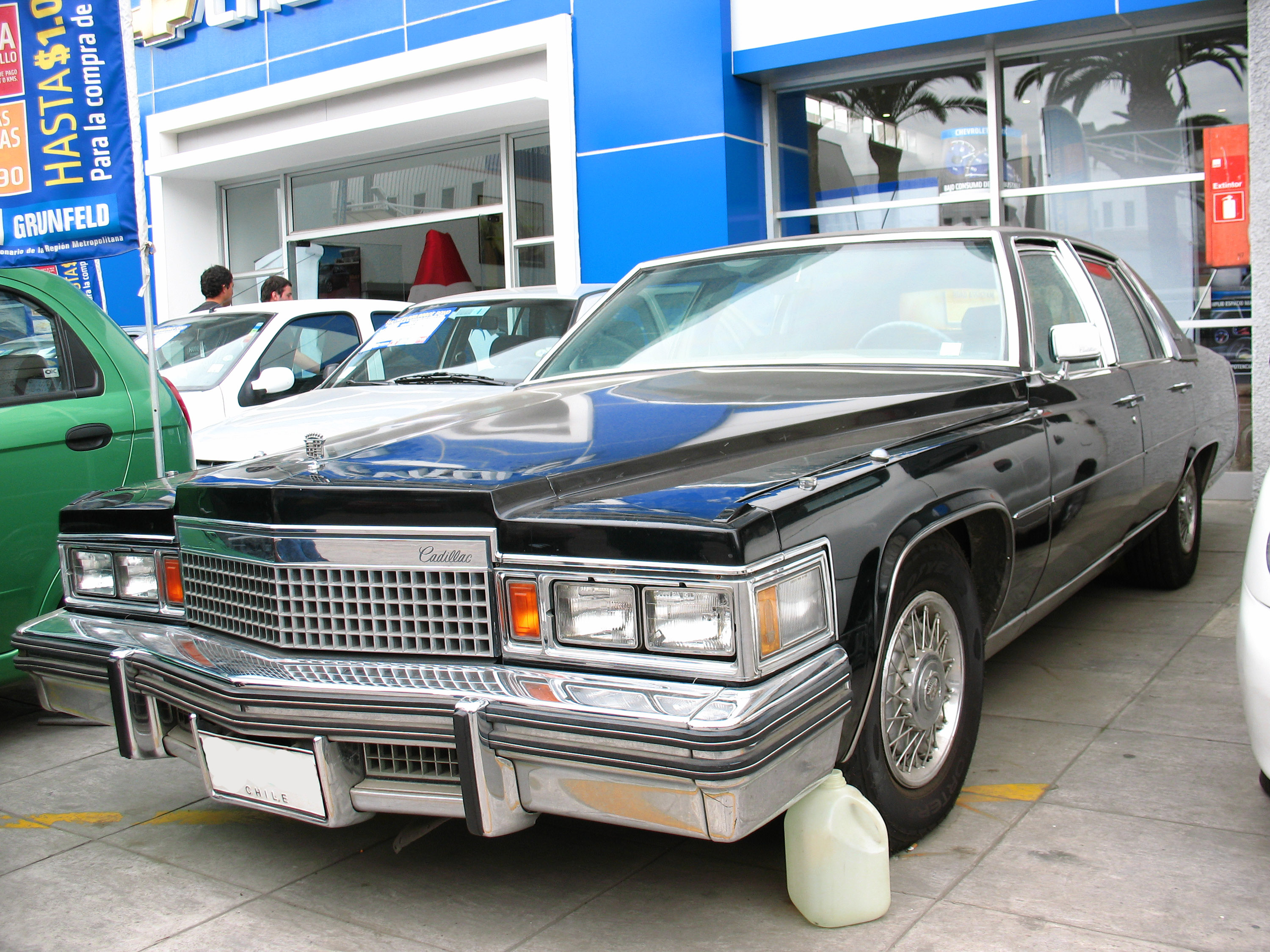
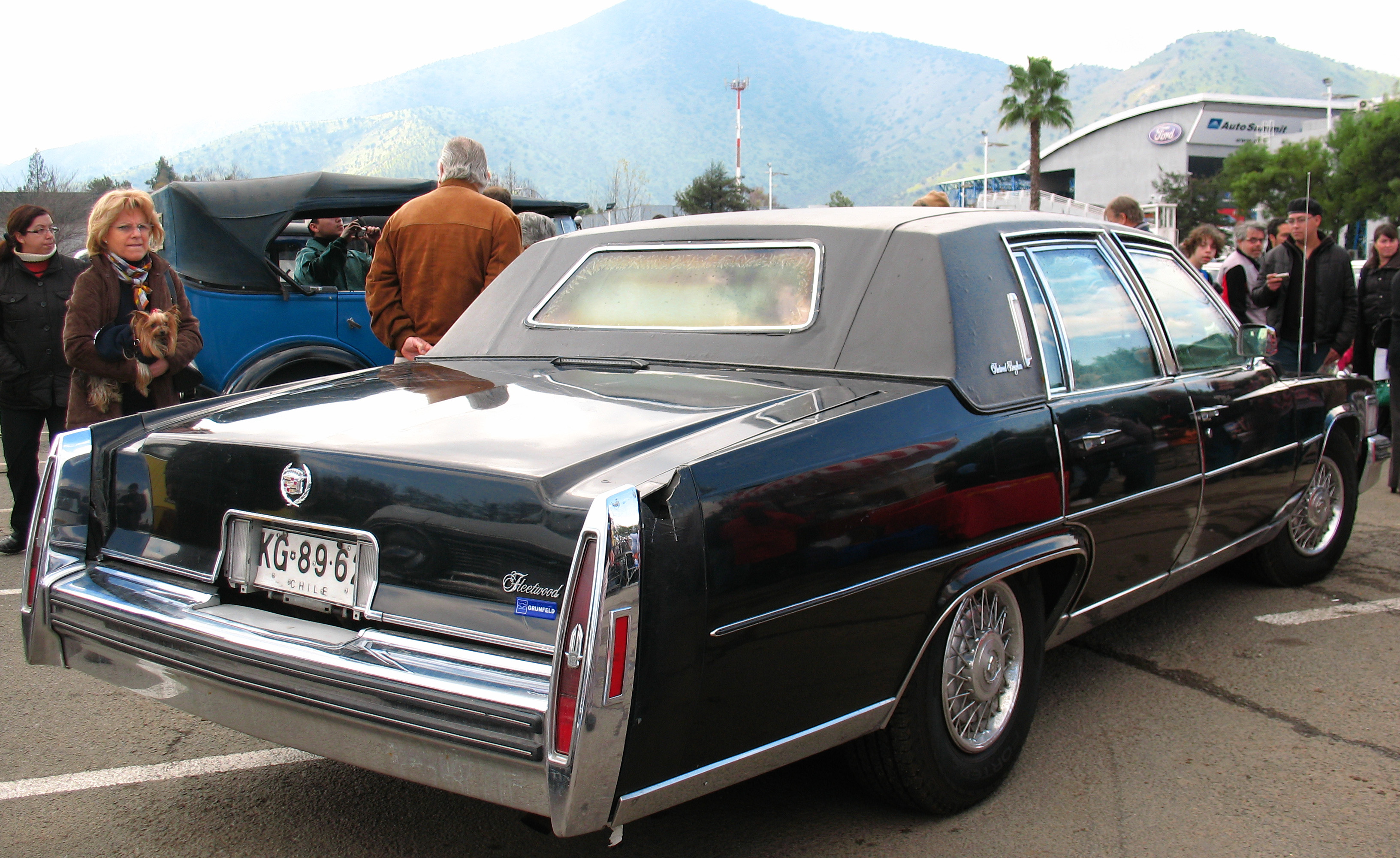

## 第二代（1980-1986）
1980年外型進行了改款，同樣有雙門及四門版本，除了設計上考量了空氣力學之外，也更加現代。軸距在1983年從3,084增長為3,086mm，全車長5米6。而引擎部分搭載6.0升V8，並且可以由電腦控制汽缸的啟閉，平時巡航或市區行駛時可能僅使用六缸甚至是四缸，這顆引擎又稱為「V8-6-4」，另外因第二次石油危機，大排氣量車款銷量下滑明顯，凱迪拉克推出了4.1升V8與4.1升V6柴油，但因小缸體引擎採鑄鐵合金，設計上很容易造成故障。

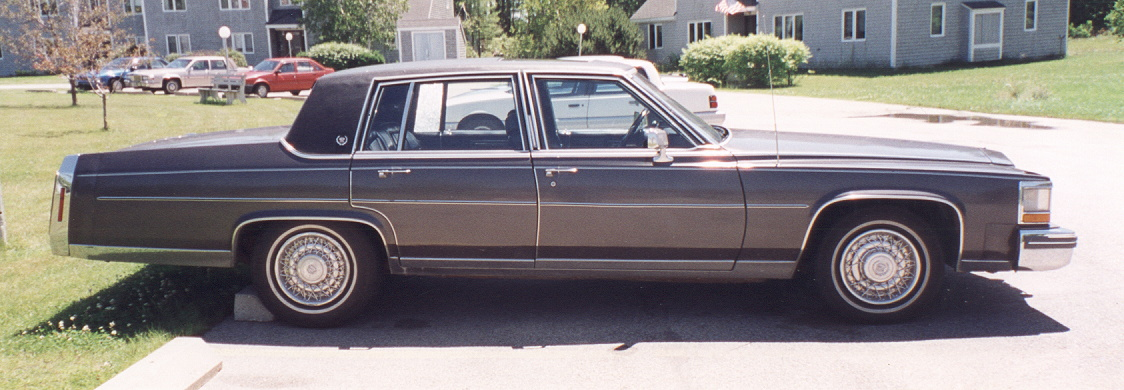
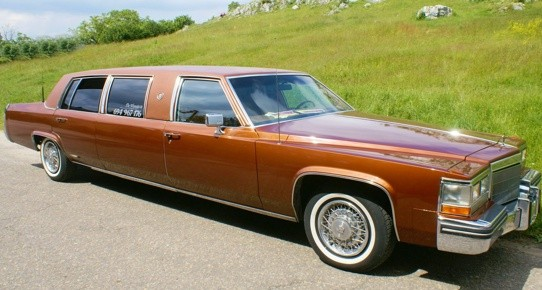
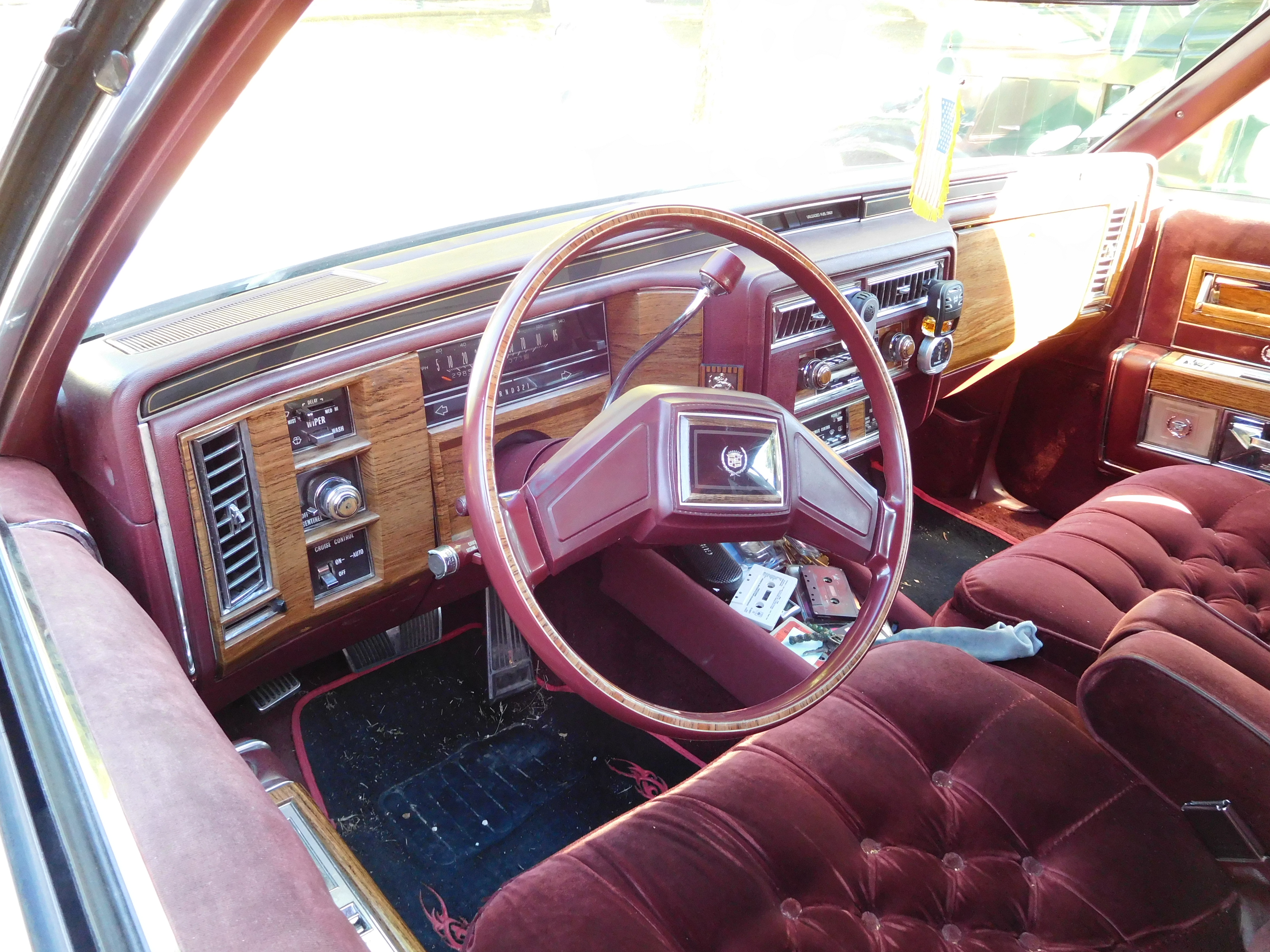
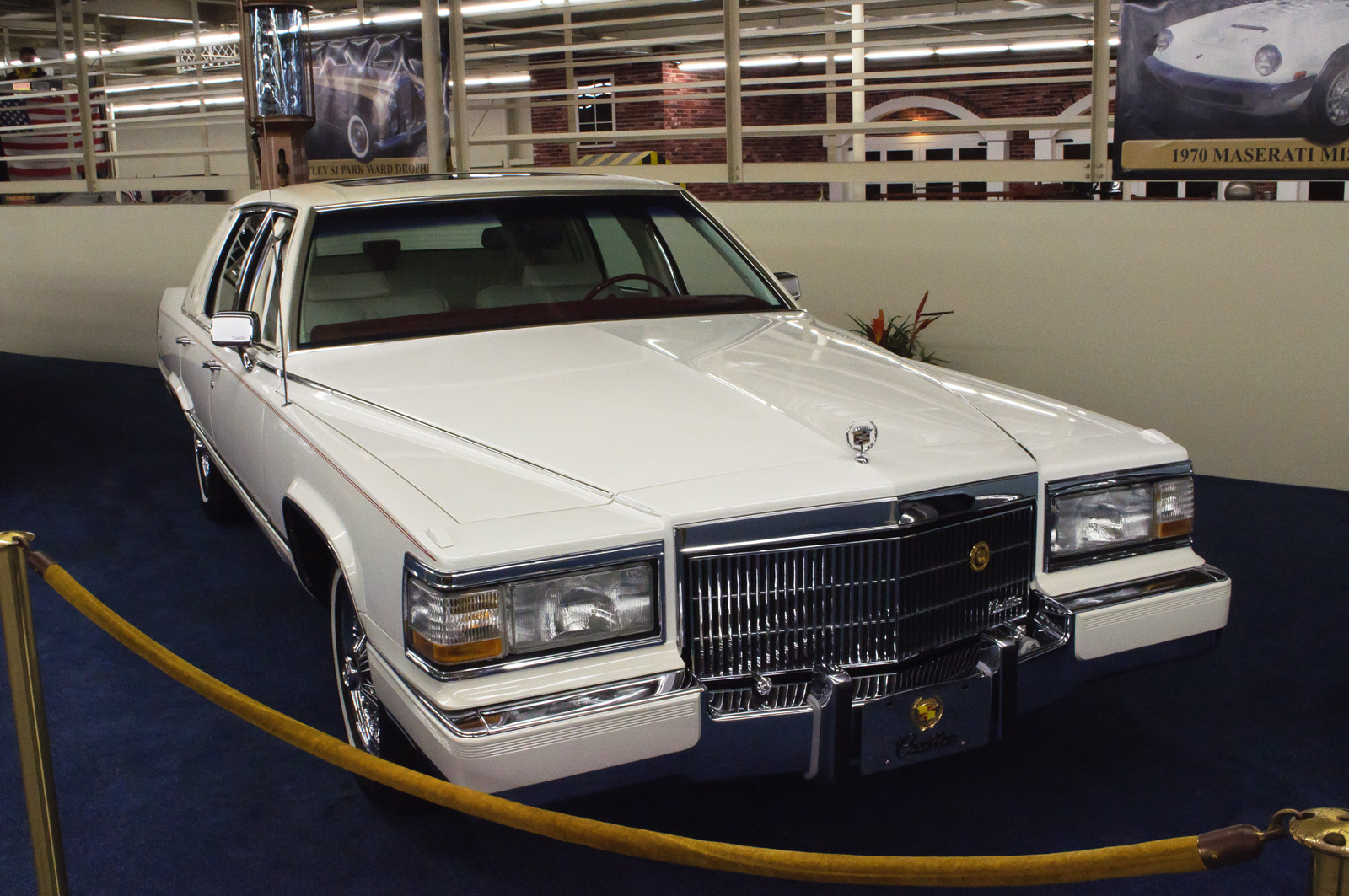

| 年份      | 引擎                             | 動力             | 扭矩                 |
| --------- | -------------------------------- | ---------------- | -------------------- |
| 1981–1982 | 252 cu in（4.1 L） Buick V6      | 125 hp（93 kW）  | 205 lb·ft（278 N·m） |
| 1982–1985 | 250 cu in（4.1 L） HT-4100 V8    | 135 hp（101 kW） | 190 lb·ft（260 N·m） |
| 1979–1985 | 350 cu in（5.7 L） LF9 V8 柴油   | 105 hp（78 kW）  | 205 lb·ft（278 N·m） |
| 1980–1981 | 368 cu in（6.0 L） L62 V8-6-4 V8 | 145 hp（108 kW） | 270 lb·ft（370 N·m） |

## Brougham（1987-1993）
1987年，凱迪拉克為了避免消費者把Fleetwood Brougham跟Fleetwood混淆，於是更名為Brougham。
1993年，Brougham車款停產，後繼車為Fleetwood，Brougham一詞成為Fleetwood的選配版本，雖然仍可見到Fleetwood Brougham的名稱，但實際上還是有一定差異的。

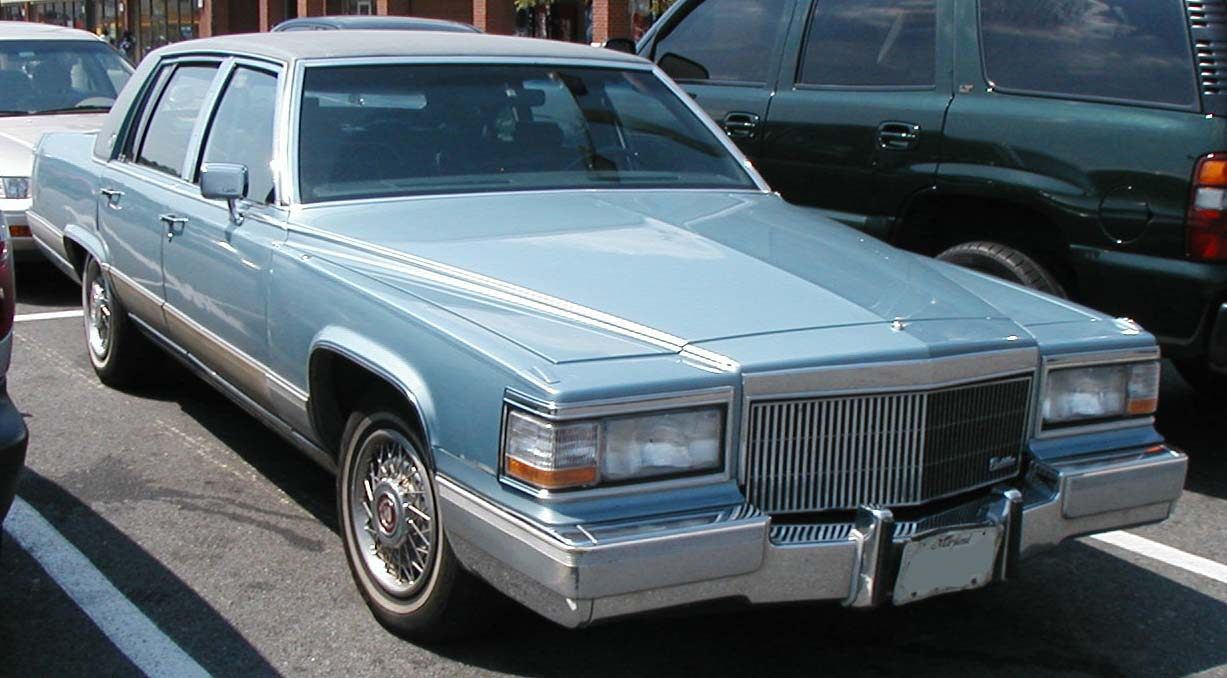
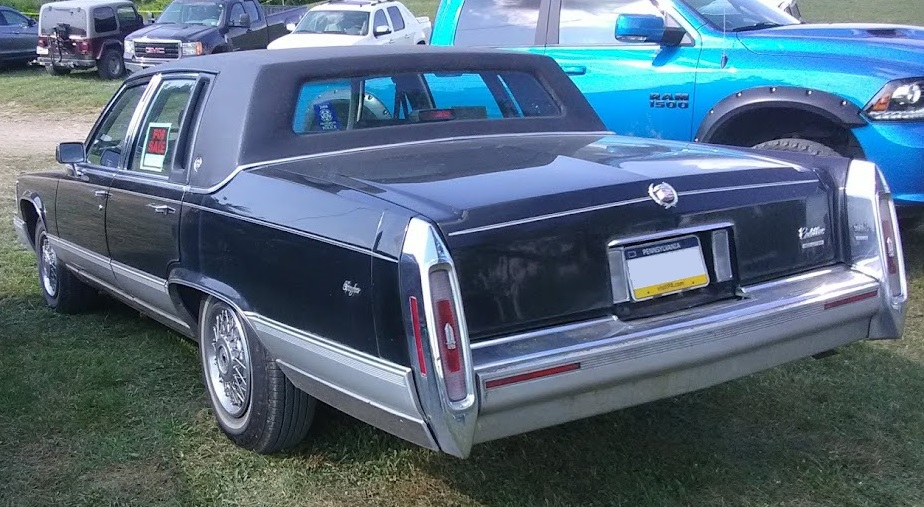

## 另請參見
- 凱迪拉克Fleetwood
- 凱迪拉克DeVille
- 凱迪拉克Brougham
- 凱迪拉克60特別
- 凱迪拉克70/75系列